# Guillaume Cousinot le Chancelier
Pour l’article homonyme, voir Guillaume Cousinot.

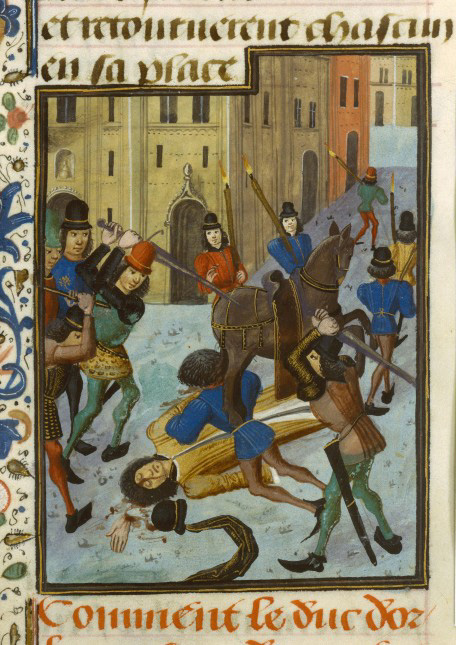
Assassinat du duc Louis I^{er} d'Orléans à Paris en 1407.
Enluminure du Maître de la Chronique d'Angleterre, vers 1470 ?-1480 ? (BnF).

Guillaume Cousinot le Chancelier, né dans la seconde moitié du XIVe siècle et mort peu après 1442, est chancelier du duc Louis Ier d'Orléans, avocat au Parlement de Paris et premier président du Parlement.

## Biographie
Il est conseiller et avocat de Philippe le Hardy, duc de Bourgogne, jusqu'à la mort de celui-ci en 1404.
Il épouse Jeanne l’Orfèvre d’Orfeuil, fille de Pierre II l’Orfèvre (Senlis 1366 – Paris 1411) Seigneur d’Ermenonville, avocat du Roi au Parlement de Paris, chancelier de Louis de France, duc d’Orléans.
Ils eurent un fils : Guillaume Cousinot de Montreuil. Longtemps, les historiens hésitèrent sur le lien de parenté entre ces deux personnages. Jusqu'au XIXe siècle, la thèse de l'oncle et de son neveu était avancée jusqu'à ce que l'archiviste Jules Doinel, à partir de documents historiques, put affirmer que les deux Guillaume Cousinot étaient père et fils. Guillaume Cousinot le Chancelier fut surnommé : Guillaume Cousinot Ier ou Guillaume Cousinot l'Ancien.
En 1407, le duc de Bourgogne Jean sans Peur, fait assassiner (rue Vieille-du-Temple, à Paris) son cousin Louis d'Orléans alors que celui-ci venait de rendre visite à la reine. Ce meurtre provoque la guerre civile entre Armagnacs et Bourguignons.
En 1408, Valentine Visconti, épouse puis veuve du duc Louis Ier, demande à Guillaume Cousinot de défendre la mémoire outragée de son défunt mari par Jean sans Peur. Devenu homme de confiance de la Maison capétienne de Valois, il fut nommé conseiller en titre de la Maison d'Orléans. Il devint chancelier du duc Charles Ier d'Orléans qui succéda à son père en 1407. Sa position de premier plan du côté des Armagnacs, lui fit perdre tous ses biens en France, qui furent confisqués par le parti des Bourguignons.
Il resta chancelier jusqu'à sa mort qui reste indéterminée mais survenue peu après l'année 1442.
En 1443, son fils vend l'hôtel particulier que son père possédait à Orléans.
Guillaume Cousinot I rédigea une chronique médiévale dont le titre est : La Geste des Nobles. Il compila des annotations historiques et contemporaines. Témoin oculaire des évènements, il n'hésite pas à aller à la rencontre des gens pour témoigner. Il rend ainsi visite à Jeanne d'Arc vers 1429.

## Publications
- Gestes des nobles François descenduz de la royale lignée du noble roy Priam, de Troye, jusques au noble Charles, filz du roy Charles le siziesme, qui tant fut aimé des nobles et de tous autres (BnF : manuscrit Français 5001) ;
- Chronique de la Pucelle ou Chronique de Cousinot[3], publié par Auguste Vallet de Viriville avec la Chronique normande de Pierre Cochon, notaire apostolique de Rouen, relative aux règnes de Charles VI et de Charles VII), Slatkine - Megariotis reprints, Genève, 1976, lire en ligne.